# Tsubouchi Shōyō
Œuvres principales
- L'Essence du roman (1885)
- Une feuille de paulownia (1894)
- Urashima, une nouvelle composition (1904)

Tsubouchi Shōyō (坪内 逍遥), né le 22 mai 1859 au relais d'Ōta, aujourd'hui Minokamo dans la préfecture de Gifu, et mort le 28 février 1935 à Atami dans la préfecture de Shizuoka, est un écrivain, dramaturge, traducteur, éditeur, et critique littéraire japonais.

## Biographie
Son essai, Shōsetsu Shinzui (L'Essence du roman), publié en 1885, plaide pour une littérature à l'occidentale, réaliste et soucieuse de la psychologie des protagonistes, et son roman Tōsei Shosei Katagi (Portraits d'étudiants de ce temps) est l'un des premiers exemples de roman moderne au Japon. Il a fait connaître le théâtre étranger dans son pays, en traduisant notamment l'œuvre complète de William Shakespeare, mais a aussi écrit des pièces de kabuki, telles que Kiri Hitoha (Une feuille de paulownia) (1894). Sa pièce de théâtre moderne Shinkyoku Urashima (Urashima, une nouvelle composition) est tirée du conte traditionnel d'Urashima Tarō et a connu un grand succès au Japon.
Il a également enseigné à l'Université Waseda et fondé le journal littéraire Waseda Bungaku en 1891.

## Œuvres
Essai :
- 1885 : Shōsetsu Shinzui (L'Essence du roman)

Romans :
- 1885 : Tōsei Shosei Katagi (Portraits d'étudiants de ce temps)
- 1889 : Saikun

Théâtre kabuki :
- 1894 : Kiri Hitoha (Une feuille de paulownia)
- 1896 : Maki no Kata
- 1897 : Hototogisu Kojō no Rakugetsu

Théâtre moderne :
- 1904 : Shinkyoku Urashima (Urashima, une nouvelle composition)
- 1916 : En no Gyōja (L'Ermite)